# عزیز اردوغان
عزیز اردوغان (انگلیسی: Azize Erdoğan؛ زادهٔ ۵ اوت ۱۹۹۶) بازیکن فوتبال اهل ترکیه است.
وی همچنین در تیم ملی فوتبال Turkey U-19 بازی کرده‌است.